# Championnats du monde de tir à l'arc 2015
Navigation
Édition précédente Édition suivante
Les championnats du monde de tir à l'arc 2015 sont une compétition sportive de tir à l'arc organisée du 26 juillet au 2 août 2015 à Copenhague, au Danemark. Il devrait s'agir de la 48e édition des championnats du monde de tir à l'arc.

## Résultats[1]

### À poulie
| Épreuves          | Or                                                       | Argent                                                     | Bronze                                                |
| ----------------- | -------------------------------------------------------- | ---------------------------------------------------------- | ----------------------------------------------------- |
| Individuel hommes | Stephan Hansen Danemark                                  | Rajat Chauhan Inde                                         | Adam Ravenscroft Royaume-Uni                          |
| Individuel femmes | Kim Yun-hee Corée du Sud                                 | Crystal Gauvin États-Unis                                  | Sara Lopez Colombie                                   |
| Par équipe hommes | Iran Esmaeil Ebadi Amir Kazempour Majid Gheidi           | Canada Kevin Tataryn Christopher Perkins Dietmar Trillus   | Danemark Martin Damsbo Stephan Hansen Patrick Laursen |
| Par équipe femmes | Ukraine Viktoriya Diakova Mariya Shkolna Olena Borysenko | Pays-Bas Inge van Caspel Irina Markovic Evelien Groeneveld | Corée du Sud Kim Yun-hee Choi Bomin Seol Dayeong      |
| Par équipe mixte  | Corée du Sud Kim Yun-hee Kim Jongho                      | France Amélie Sancenot Dominique Genet                     | Afrique du Sud Sera Cornelius Patrick Roux            |

### Classique
| Épreuves          | Or                                                        | Argent                                                   | Bronze                                                  |
| ----------------- | --------------------------------------------------------- | -------------------------------------------------------- | ------------------------------------------------------- |
| Individuel hommes | Kim Woo-jin Corée du Sud                                  | Rick van der Ven Pays-Bas                                | Takaharu Furukawa Japon                                 |
| Individuel femmes | Ki Bo-bae Corée du Sud                                    | Lin Shih-Chia Taipei chinois                             | Choi Mi-sun Corée du Sud                                |
| Par équipe hommes | Corée du Sud Ku Bon-chan Oh Jin-hyek Kim Woo-jin          | Italie Mauro Nespoli David Pasqualucci Michele Frangilli | Taipei chinois Kuo Cheng-Wei Wang Hou-Chieh Yu Guan-Lin |
| Par équipe femmes | Russie Inna Stepanova Tuyana Dashidorzhieva Ksenia Perova | Inde Deepika Kumari Laxmirani Majhi Rimil Buriuly        | Corée du Sud Ki Bo-bae Kang Chae-young Choi Mi-sun      |
| Par équipe mixte  | Corée du Sud Ki Bo-bae Ku Bon-chan                        | Taipei chinois Lin Shih-Chia Kuo Cheng-Wei               | Chine Zhu Jueman Gu Xuesong                             |

### Tableau des médailles
| Rang  | Nation         | Or | Argent | Bronze | Total |
| ----- | -------------- | -- | ------ | ------ | ----- |
| 1     | Corée du Sud   | 6  | 0      | 3      | 9     |
| 2     | Danemark       | 1  | 0      | 1      | 2     |
| 3     | Ukraine        | 1  | 0      | 0      | 1     |
| 3     | Iran           | 1  | 0      | 0      | 1     |
| 3     | Russie         | 1  | 0      | 0      | 1     |
| 6     | Taipei chinois | 0  | 2      | 1      | 3     |
| 7     | Pays-Bas       | 0  | 2      | 0      | 2     |
| 7     | Inde           | 0  | 2      | 0      | 2     |
| 9     | Italie         | 0  | 1      | 0      | 1     |
| 9     | France         | 0  | 1      | 0      | 1     |
| 9     | Canada         | 0  | 1      | 0      | 1     |
| 9     | États-Unis     | 0  | 1      | 0      | 1     |
| 13    | Royaume-Uni    | 0  | 0      | 1      | 1     |
| 13    | Chine          | 0  | 0      | 1      | 1     |
| 13    | Colombie       | 0  | 0      | 1      | 1     |
| 13    | Afrique du Sud | 0  | 0      | 1      | 1     |
| 13    | Japon          | 0  | 0      | 1      | 1     |
| Total | Total          | 10 | 10     | 10     | 30    |

## Résultats détaillés

### Arc à poulie

#### Hommes individuels
|                    | Participant           | Pays        |
| ------------------ | --------------------- | ----------- |
| Médaille d'or      | Stephan Hansen        | Danemark    |
| Médaille d'argent  | Rajat Chauhan         | Inde        |
| Médaille de bronze | Adam Ravenscroft      | Royaume-Uni |
| 4                  | Camilo Andres Cardona | Colombie    |
| 5                  | Demir Elmaagacli      | Turquie     |
| 6                  | Kevin Tataryn         | Canada      |
| 7                  | Mario Vavro           | Croatie     |
| 8                  | Daniel Munoz          | Colombie    |

#### Femmes individuels
|                    | Participante       | Pays         |
| ------------------ | ------------------ | ------------ |
| Médaille d'or      | Kim Yun-hee        | Corée du Sud |
| Médaille d'argent  | Crystal Gauvin     | États-Unis   |
| Médaille de bronze | Sara Lopez         | Colombie     |
| 4                  | Mariia Vinogradova | Russie       |
| 5                  | Toja Cerne         | Slovénie     |
| 6                  | Andrea Marcos      | Espagne      |
| 7                  | Natalia Avdeeva    | Russie       |
| 8                  | Yesim Bostan       | Turquie      |

#### Par équipe homme
|                    | Participants                                        | Pays           |
| ------------------ | --------------------------------------------------- | -------------- |
| Médaille d'or      | Esmaeil Ebadi Amir Kazempour Majid Gheidi           | Iran           |
| Médaille d'argent  | Kevin Tataryn Christopher Perkins Dietmar Trillus   | Canada         |
| Médaille de bronze | Martin Damsbo Stephan Hansen Patrick Laursen        | Danemark       |
| 4                  | Sergio Pagni Federico Pagnoni Luigi Dragoni         | Italie         |
| 5                  | Patrick Roux Albertus Cornelius Gabriel Badenhorst  | Afrique du Sud |
| 6                  | Camilo Andres Cardona Daniel Muñoz Sebastian Arenas | Colombie       |
| 7                  | Mike Schloesser Peter Elzinga Ruben Bleyendaal      | Pays-Bas       |
| 8                  | Abhishek Verma Rajat Chauhan Kawal Preet Singh      | Inde           |

#### Par équipe femme
|                    | Participants                                      | Pays           |
| ------------------ | ------------------------------------------------- | -------------- |
| Médaille d'or      | Viktoriya Diakova Mariya Shkolna Olena Borysenko  | Ukraine        |
| Médaille d'argent  | Inge van Caspel Irina Markovic Evelien Groeneveld | Pays-Bas       |
| Médaille de bronze | Kim Yun-hee Choi Bomin Seol Dayeong               | Corée du Sud   |
| 4                  | Jhoaneth Leal Ana Mendoza Olga Bosch              | Venezuela      |
| 5                  | Sera Cornelius Jeanine Van Kradenburg Gerda Roux  | Afrique du Sud |
| 6                  | Tanja Jensen Sarah Holst Sonnichsen Erika Anear   | Danemark       |
| 7                  | Jamie Van Natta Crystal Gauvin Lexi Keller        | États-Unis     |
| 8                  | Marcella Tonioli Laura Longo Viviana Spano        | Italie         |

#### Par équipe mixte
|                    | Participants                       | Pays           |
| ------------------ | ---------------------------------- | -------------- |
| Médaille d'or      | Kim Yun-hee Kim Jongho             | Corée du Sud   |
| Médaille d'argent  | Amélie Sancenot Dominique Genet    | France         |
| Médaille de bronze | Sera Cornelius Patrick Roux        | Afrique du Sud |
| 4                  | Albina Loginova Alexander Dambaev  | Russie         |
| 5                  | Tanja Jensen Martin Damsbo         | Danemark       |
| 6                  | Marcella Tonioli Sergio Pagni      | Italie         |
| 6                  | Toja Cerne Dejan Sitar             | Slovénie       |
| 8                  | Jamie Van Natta Braden Gellenthien | États-Unis     |

### Classique

#### Hommes individuels
|                    | Participant          | Pays         |
| ------------------ | -------------------- | ------------ |
| Médaille d'or      | Kim Woojin           | Corée du Sud |
| Médaille d'argent  | Rick van der Ven     | Pays-Bas     |
| Médaille de bronze | Takaharu Furukawa    | Japon        |
| 4                  | Elias Malave         | Venezuela    |
| 5                  | Brady Ellison        | États-Unis   |
| 6                  | Mangal Singh Champia | Inde         |
| 7                  | Marcus Dalmeida      | Brésil       |
| 8                  | Mauro Nespoli        | Italie       |

#### Femmes individuels
|                    | Participante        | Pays           |
| ------------------ | ------------------- | -------------- |
| Médaille d'or      | Ki Bo-Bae           | Corée du Sud   |
| Médaille d'argent  | Lin Shih-Chia       | Taipei chinois |
| Médaille de bronze | Choi Misun          | Corée du Sud   |
| 4                  | Laxmirani Majhi     | Inde           |
| 5                  | Alejandra Valencia  | Mexique        |
| 6                  | Khatuna Narimanidze | Géorgie        |
| 7                  | Aida Roman          | Mexique        |
| 8                  | Veronika Marchenko  | Ukraine        |

#### Par équipe homme
|                    | Participants                                               | Pays           |
| ------------------ | ---------------------------------------------------------- | -------------- |
| Médaille d'or      | Ku Bonchan Oh Jin-hyek Kim Woojin                          | Corée du Sud   |
| Médaille d'argent  | Mauro Nespoli David Pasqualucci Michele Frangilli          | Italie         |
| Médaille de bronze | Kuo Cheng-Wei Wang Hou-Chieh Yu Guan-Lin                   | Taipei chinois |
| 4                  | Brady Ellison Collin Klimitchek Zach Garrett               | États-Unis     |
| 5                  | Gu Xuesong Xing Yu Dai Xiaoxiang                           | Chine          |
| 6                  | Sjef van den Berg Rick van der Ven Jan van Tongeren        | Pays-Bas       |
| 7                  | Antonio Fernandez Miguel Alvarino Garcia Juan I. Rodriguez | Espagne        |
| 8                  | Taylor Worth Ryan Tyack Alec Potts                         | Australie      |

#### Par équipe femme
|                    | Participants                                               | Pays         |
| ------------------ | ---------------------------------------------------------- | ------------ |
| Médaille d'or      | Inna Stepanova Tuyana Dashidorzhieva Ksenia Perova         | Russie       |
| Médaille d'argent  | Deepika Kumari Laxmirani Majhi Rimil Buriuly               | Inde         |
| Médaille de bronze | Ki Bo-bae Kang Chae-young Choi Misun                       | Corée du Sud |
| 4                  | Kaori Kawanaka Saori Nagamine Yuki Hayashi (ja)            | Japon        |
| 5                  | Khatuna Narimanidze Kristine Esebua Yulia Lobzhenidze      | Géorgie      |
| 6                  | Ana Maria Rendon Natalia Sánchez Maira Alejandra Sepulveda | Colombie     |
| 7                  | Zhu Jueman Wu Jiaxin Qi Yuhong                             | Chine        |
| 8                  | Alejandra Valencia Aida Roman Karla Hinojosa               | Mexique      |

#### Par équipe mixte
|                    | Participants                         | Pays           |
| ------------------ | ------------------------------------ | -------------- |
| Médaille d'or      | Ki Bo-Bae Ku Bonchan                 | Corée du Sud   |
| Médaille d'argent  | Lin Shih-Chia Kuo Cheng-Wei          | Taipei chinois |
| Médaille de bronze | Zhu Jueman Gu Xuesong                | Chine          |
| 4                  | Khatuna Narimanidze Lasha Pkhakadze  | Géorgie        |
| 5                  | Alejandra Valencia Juan René Serrano | Mexique        |
| 6                  | Deepika Kumari Rahul Banerjee        | Inde           |
| 7                  | Kaori Kawanaka Takaharu Furukawa     | Japon          |
| 8                  | Natalia Valeeva Mauro Nespoli        | Italie         |